# واش‌اگرسگ
واش‌اِگِرسِگ (به مجاری:  Vasegerszeg) یک سکونتگاه مسکونی در مجارستان است که در واش واقع شده‌است.

## خصوصیات
واش‌اگرسگ ۱۲٫۷۲ کیلومترمربع مساحت و ۳۹۹ نفر جمعیت دارد.